# میزپا (مینه‌سوتا)
میزپا، مینه‌سوتا (به انگلیسی: Mizpah, Minnesota) یک شهر در ایالات متحده آمریکا است که در Koochiching County واقع شده‌است.

## خصوصیات
میزپا ۷٫۸۵ کیلومترمربع مساحت و ۵۶ نفر جمعیت دارد و ۴۲۰ متر بالاتر از سطح دریا واقع شده‌است.